# استفانی النبر
استفانی النبر (عربی: ستيفاني مازن يوسف النبر؛ زادهٔ ۱۲ ژوئیهٔ ۱۹۸۷) بازیکن فوتبال اهل اردن است.
وی همچنین در تیم ملی فوتبال زنان اردن بازی کرده‌است.